# 劉觀 (正統進士)
劉觀（1408年—？），字崇觀，江西吉安府吉水縣人，軍籍。明朝政治人物。進士出身。

## 生平
正统三年（1438年）戊午科江西鄉試第一名。正統四年（1439年）聯捷戊午科三甲第五十三名進士，因服喪不再出仕，從事教學，為鄉里人所敬重。

## 家族
曾祖父劉道彰。祖父劉子同。父亲劉宗平，曾任翰林院檢討。